# Peirates hybridus
Peirates hybridus ist eine Wanzenart aus der Familie der Raubwanzen (Reduviidae).

## Merkmale
Die Wanzen werden 12,5 bis 14,5 Millimeter lang. Der Halsschild der schwarz und orangerot gefärbten Tiere hat am hinteren Drittel eine Einschnürung. Der Hinterleib ist unten mittig rot gefärbt. Die Hemielytren tragen schwarze Flecken. Ihre Membrane ist schwärzlich. An den Schenkeln (Femora) der vorderen und mittleren Beine haben sie starke Verdickungen. Die Schienen (Tibien) tragen zudem Haftpolster aus dicht stehenden Härchen („fossula sponginosa“).

## Vorkommen und Lebensraum
Die Art ist vom Kaukasus über Südosteuropa und Kleinasien bis ins ganze Mittelmeergebiet sowie in das südliche Mitteleuropa verbreitet. Sie tritt in Deutschland nur im Südwesten im Oberrheingraben bis etwa zur Mainlinie auf und ist hier nur durch einzelne, ältere Funde nachgewiesen. In Österreich tritt die Art überall auf, ist aber selten. Besiedelt werden sehr trockene und heiße, steinige, offene Lebensräume, vor allem Kalkmagerrasen.

## Lebensweise
Peirates hybridus lebt am Boden und jagt dort nachtaktiv ähnlich wie die Sichelwanzen der Gattung Prostemma überwiegend bis ausschließlich andere Wanzen. Sie packen ihre Beute mit den vorderen und mittleren Beinen. Tagsüber verstecken die Tiere sich unter Steinen, Totholz oder in Pflanzenrosetten. Sie überwintern als adulte Tiere. Die Nymphen treten im Juni und Juli, vereinzelt auch bis in den Herbst hinein auf. Adulte Tiere kann man ab März bis Anfang Mai und die neue Generation von Ende Juli bis Oktober beobachten. Ihr Stich ist beim Menschen mehrere Stunden lang schmerzhaft, jedoch weniger stark als ein Bienenstich.

## Belege